# 喻恩泰
喻恩泰（1977年11月3日—），江西南昌人，中国演员、主持人。
1999年毕业于上海戏剧学院电视系电视编辑专业本科，之后曾就职于澳门卫视。2000年，他考入上海戏剧学院电视艺术系研究生主持人方向班。2002年，他获全额奖学金前往英国牛津大学进修莎士比亚戏剧表演。2005年考取上海戏剧学院导演专业博士生，但未入学，2006年转入中央戏剧学院攻读导演专业博士生，至2009年7月毕业。他的语言模仿能力较强，善模仿中國各地方言和外籍人士讲中文。

## 经历
- 1999年2月—10月：澳门卫星电视旅游台节目部。
- 2002年，演员、副导演、自由撰稿人、主持人。
- 2006年7月8日：开始主持《翻阅日历》。

## 作品

### 电视作品
| 首播年份 | 剧名           | 角色             | 备注               |
| -------- | -------------- | ---------------- | ------------------ |
| 2003年   | 都市男女       | 李汤姆           |                    |
| 2006年   | 武林外传       | 吕轻侯（吕秀才） |                    |
| 2006年   | 小房东         | 李雅彬           | 客串37、38集       |
| 2007年   | 房前屋后       | 路南             |                    |
| 2007年   | 炊事班的故事3  | 李卡洛(卡洛里)   | 客串               |
| 2008年   | 都市六人行     | 吕重爵           | 客串第33、34集     |
| 2008年   | 壮士出征       | 高登榜           |                    |
| 2008年   | 无敌三脚猫     | 唐三少           |                    |
| 2009年   | 女生冲冲冲     | 食堂厨师         |                    |
| 2010年   | 高粱红了       | 黄友根           |                    |
| 2013年   | 大秦帝國之縱橫 | 張儀             |                    |
| 2013年   | 龙门镖局       | 吕轻侯           | 客串第29、30集     |
| 2019年   | 我是班主任     | 莫新华           |                    |
| 2019年   | 热爱           | 刘一手           | 客串               |
| 2019年   | 风云战国之列国 | 商鞅             |                    |
| 2020年   | 清平乐         | 晏殊             |                    |
| 2020年   | 白色月光       | 张鑫             |                    |
| 2021年   | 大浪淘沙       | 陈自寿           | 客串               |
| 2021年   | 我们的新时代   | 柳父             | 单元《幸福的处方》 |
| 2022年   | 完美伴侣       | 康來             | 客串               |
| 2022年   | 卿卿日常       | 李文弼           | 网络剧             |
| 2023年   | 尘封十三载     | 张司城           | 网络剧             |
| 2023年   | 正好遇见你     | 馆长             | 网络剧             |
| 2023年   | 繁花           | 小寧波           |                    |
| 2024年   | 飞驰人生热爱篇 | 魏千里           | 网络剧             |
| 2025年   | 致1999年的自己 | 钱康             |                    |
| 2025年   | 雁回时         | 庄仕洋           |                    |
| 2025年   | 护宝寻踪       | 高文华           |                    |
| 待播     | 破晓时分       |                  |                    |
| 待播     | 迷径之上       |                  | 网路剧             |
| 待播     | 蝉             |                  | 网路剧             |

### 电影
- 1999年7月《庭院里的女人》──美国环球及哥伦比亚公司
- 1999年12月《千禧之夜》──香港嘉禾影业
- 2006年 《大话股神》（又名《今股奇缘》）饰周小齐
- 2011年 《武林外传》电影版
- 2012年 《做次有钱人》李孟
- 2014年 《李可乐寻人记》李可乐；周伟；谭卓；王澜霏；李彧
- 2015年 《擦枪走火》
- 2016年 《火锅英雄》饰 王平川
- 2016年 《一句顶一万句》
- 2021年 《我们的新生活》(網絡电影)
- 2021年 《凡人英雄》(網絡电影)
- 2021年 《扬名立万》饰郑千里
- 2021年 《末日救援》(網絡电影)
- 2022年 《幸运贩卖机》(網絡电影)
- 2022年 《灯下不黑之铜山往事》(網絡电影)
- 2023年 《生死交锋》(網絡电影)
- 2024年 《戏杀》
- 2024年 《胜券在握》

### 话剧
- 1997年11月 主演小剧场话剧《凤城消失》，公演于黑匣子剧场
- 1998年4月 主演英文原版话剧《FUMED OAK》，公演于黑匣子剧场
- 1998年10月 参加上海国际实验小剧场戏剧节，演出英文原版《HAMLIT》精选片断
- 2006年 出演赖声川导演的《暗恋桃花源》，在北京、西安、上海等市上演。剧中饰演渔夫老陶一角
- 2009年 舞台剧《精神领袖》 喻恩泰做监制
- 2010年 出演丁乃筝导演、赖声川监制的话剧《他和他的两个老婆》，首演2010年9月30日－2010年10月3日，地点：北京解放军歌剧院。

### 翻译
- 于2005年第2期《戏剧艺术》，大卫克拉斯那的《我讨厌斯特拉斯堡—对方法派的四种批评》。

## 家庭
2015年1月21日，喻恩泰与旅游卫视主持人史林子在贵阳云岩区民政局领取了结婚证。3月8日，在京举行婚礼。
2015年8月26日，喻恩泰公开与女儿的合影，宣布成为父亲。
2016年11月9日，喻恩泰二胎得子，与姚晨女儿同日出生，取名“小罗汉”。